# 古巴地理
古巴是位于加勒比海西北部的一个岛国，东隔向风海峡与海地和多米尼加共和国相望，南与牙买加之间有开曼海沟相隔，西濒墨西哥湾，北距美国佛罗里达半岛217公里。战略位置重要，素有“墨西哥湾的钥匙”之称。主岛古巴岛面积110,860平方公里，是大安的列斯群岛中最大的岛屿。除此外周围还有1600多座大小不等的岛屿。这些岛屿由5个群岛组成：萨瓦纳群岛、卡马圭群岛、科罗拉多斯群岛、王后花园群岛和卡纳雷奥斯群岛。 

古巴岛大部分地势比较平坦，山地只占总面积的1/4。主要山脉为东南部的马埃斯特腊山脉、中部的埃斯坎布拉伊山脉和西部的瓜尼瓜尼科山脉。其中位于马埃斯特腊山脉的图尔基诺峰海拔1974米，是古巴的最高点。由于古巴岛狭长的地形，所以古巴的河水流短浅湍急。其中东部的考托河全长370公里，为最大河流。
古巴岛海岸线曲折，多天然良港。主要海湾为哈瓦那湾、尼佩湾、关塔那摩湾、圣地亚哥湾、西恩富戈斯湾、翁达湾和马坦萨斯湾等。境内大部分为热带雨林气候，仅西南部沿海地区的背风面为热带莽原气候。年平均气温为25.5℃，年降水量为1375毫米。
森林面积约占全国面积20％。甘蔗是主要农产品，种植面积占全部已耕地面积55％以上。